# SN 1955E
SN 1955E – supernowa odkryta 10 maja 1955 roku w galaktyce NGC 4335. W momencie odkrycia miała maksymalną jasność 16,30m.